# El Marcador de Radio Marca
Marcador es un programa radiofónico deportivo de Radio Marca, dirigido actualmente por Eduardo García, Javi Amaro, José Rodríguez y Pablo Parra. Es el encargado de retransmitir con tono de humor y en directo todo lo que ocurre en el mundo del deporte, centrándose en el fútbol y, en un segundo plano, el baloncesto.
Se emite de lunes a viernes de 20:00 a 23:30, sábados de 12:30 a 23:00 y domingos de 11:30 a 23:30.

## Temática
La temática del programa se basa en emitir todo lo que ocurra en el fútbol y otros deportes. Suele haber programa siempre que haya Liga española, Copa del Rey o Champions League.

## Novedades por temporada

### 2009–10
La principal novedad de la temporada 2009-10 es la retransmisión en directo de la Liga Adelante, con narradores en todos los estadios de dicha competición.
Debido a la disposición de los horarios de la Liga BBVA y de la Liga Adelante suponen que:
- Durante el programa Marcador Internacional se tenga que narrar el partido que normalmente inaugura la jornada sabatina de la Liga Adelante a las 16:00.
- Si el/los partido/s, normalmente inaugural/es, de la Liga BBVA de los sábados a las 18:00 tenga/n trascendencia o participen varios equipos considerados grandes (FC Barcelona, Real Madrid CF, Sevilla FC, Atlético de Madrid, Valencia...), el programa adelanta su inicio a las 17:00 para poder realizar la previa.
- El partido de la Liga Adelante correspondiente al horario del domingo a las 12:00, se informa en el programa Marcador Matinal.
- La sección de La Trastienda, en la que interactuaban los oyentes que se ponían en contacto con el programa y mandaban a la sede de la radio historias heroicas de menor nivel o que se ignoran normalmente, desaparece por incompatibilidad de horarios.

Además, el equipo del programa junto con algunos narradores han fundado un equipo y una peña propia en la Liga Fantástica Marca de la web de la empresa Marca, que tras cinco días ya contaba con más de 3.000 peñistas, y que cada mes vaya cambiando su apellido.

### 2010–11
Destaca la creación de un programa nuevo de nombre Marcador Diario, con horario de emisión entre las 20 y las 0 horas de los lunes, jueves y viernes (y martes y miércoles sin competiciones europeas ni Copa del Rey), que se encarga de emitir y retransmitir las competiciones que Marcador no abarcaba en sus horarios la temporada anterior. Este programa añade para sí a modo de secciones varios de los programas que ocupaban esa franja horaria hasta septiembre de 2010.

## Personas que lo hacen posible
- Dirección de Radio Marca: Eduardo García y Valentín Martín
- Directores-presentadores de Marcador: Edu García, Antonio Arenas y Valentín Martín
- Comentaristas de los partidos: varían según los horarios y los equipos.
- Analista de árbitros: Juan Andújar Oliver
- Analista destacado (normalmente con RMA y FCB): Ángel Cappa[2]
- Palco de "Profes": en los descansos de los partidos y tras finalizar los mismos, personajes invitados analizan el partido, por esto también entran aquí tanto el analista como el comentarista del partido.
- En ocasiones, interviene el analista de fútbol internacional y director de Marcador Internacional, Àxel Torres, para comentar en el programa resultados destacados del fútbol extranjero (principalmente Premier League, Serie A, 1. Bundesliga y Ligue 1)
- Técnico de sonido: Iñaki Serrano

## El Tren de Marcador
Cada media hora, los presentadores del programa actualizan todos los resultados de todos los deportes (principalmente, fútbol) con este invento, El Tren de Marcador, que es uno de los rasgos más famosos del programa. Para que haya tren debe de haber más de uno o dos partidos en juego, puesto que si no sería innecesario (salvo en liga). En los «trenes» que coinciden con la media hora figura una subsección más, el Blog Polideportivo en el que se informa de Fórmula 1, balonmano, golf y otros muchos deportes. El baloncesto va por separado.
En los programas del último fin de semana del año con partidos de Liga BBVA, el Tren de Marcador se sustituye por El Trineo de Marcador por motivos obviamente navideños. No varia nada respecto del Tren habitual.

## Pa'lo que hemos queda'o
Pa'lo que hemos queda'o (procedente de Para lo que hemos quedado) es una sección de Marcador que lideraba Javier Amaro y que se producía todos los domingos de 23:10 a 23:25 siempre y cuando el Atlético de Madrid, equipo al que cubre el presentador como inalámbrico, no jugase en el horario de domingo a las 21:00h.
Era una sección que repasaba, en tono de humor, todo lo acontecido en la semana tanto en Radio Marca como en otras emisoras.

## Liga de las Aficiones
Desde mitad de la temporada Liga 09–10, gracias al patrocinio de una marca de cervezas, los redactores y narradores que se desplazan a los diferentes estadios de Liga BBVA votan y valoran acerca de los aspectos de deportividad, color, apoyo e imaginación. Estas valoraciones se hacen entre 1 y 5 estrellas, y aparecen en la web oficial de MARCA.
El primer campeón fue el Xerez, que pese a descender a Liga Adelante, obtuvo una media de 3,66 estrellas.

## CoberturaMundial 2010

### Narradores desplazados
| Narradores y redactores desplazados | Narradores y redactores desplazados |
| ----------------------------------- | ----------------------------------- |
| Raúl Varela                         | Miguel Ángel Díaz Solo con España   |
| Miguel Martín Talavera*             | Pablo López                         |
| Rafael Sahuquillo                   | Xoan Alberte Rivero Sonido          |

(*) Narrador del partido inaugural.

### Incidente de Miguel Serrano
En la madrugada del 8 a 9 de junio, a tan solo 2 días del comienzo del Mundial, la prensa que seguía a la selección de Portugal, residida en Magaliesburg, un pequeño pueblo sudafricano en mitad de la selva, sufrió un robo.
Los atracadores se introdujeron en tres habitaciones desvalijándolas, incluso a punta de pistola a un fotógrafo del medio portugués O Jogo. Miguel Serrano, redactor de MARCA y Radio Marca fue también uno de los desvalijados. Sin embargo, tras varios días de investigación, la policía de Sudáfrica encontró y recuperó las pertenencias de los periodistas, por lo que estos no abandonaron el país. Los ladrones, ninguno de nacionalidad sudafricana, fueron detenidos y encarcelados por años tras un juicio rápido.

### Secciones nuevas
- El Escaqueitor: sección en la que Edu García y Antonio Arenas llaman a jefes de los oyentes para pedirles que dejen a su empleado que vea un partido del Mundial.
- Los 60 segundos: sustituye al Tren de Marcador habitual e introduce, a toda carrera, el mayor número de noticias deportivas posibles en 60 segundos.
- El diario de Miguelito: espacio final en el que Miguel Ángel Díaz narra sus experiencias desde la base de la Roja en Potchefstroom (Sudáfrica)
- La película del día: cierra el programa y repone con música los mejores cortes del programa, como los goles y las presentaciones de partidos. Esta sección surgió en la Eurocopa 2008 y se ha mantenido.

### Analistas invitados
| Analista                 | Materia                                                 |
| ------------------------ | ------------------------------------------------------- |
| Àxel Torres              | Todas selecciones                                       |
| Juan Andujar Oliver      | Árbitros                                                |
| Pablo Fernández Longoria | Todas selecciones                                       |
| Juan Castro              | Argentina Estados Unidos México Uruguay Paraguay        |
| João Vaz                 | Portugal Brasil (en ocasiones)                          |
| David Sánchez            | Todas selecciones                                       |
| Alberto García Caridad   | España                                                  |
| Ángel Cappa              | España (en ocasiones)                                   |
| Miguel Gutiérrez         | Alemania                                                |
| Sid Lowe                 | Inglaterra                                              |
| Galder Reguera           | Sudáfrica Camerún Nigeria Argelia Ghana Costa de Marfil |
| Jorge Nazar              | Chile                                                   |

## Sintonías

### Canciones
Algunas de las sintonías del programa son:
- Te Quiero Igual, de Andrés Calamaro. Introduce a Àxel Torres para hacer el balance del fútbol internacional avanzada la noche.
- Un Buen Momento, de M Clan. Sintonía de cierre del programa.
- Me and the Farmer, de The Housemartins. Sintonía del Blog Polideportivo.
- Sexy bitch, de David Guetta junto a Akon. Sintonía especial del Mundial 2010.
- Around the Desk, de Princess Vanesa. Sintonía invernal de apertura de los partidos con motivos de patrocinio de una estación de esquí andorrana.
- Bucovina, de Ian Oliver y Shantel. Sintonía que acompaña la publicidad de una marca de pizza.

### Cabecera
La cabecera es una narración en función de los eventos a retransmitir, a saber:
- Liga: Narración de Víctor Hugo Morales del gol de Maradona en el Mundial de México de 1986 ante Inglaterra.
- Selección Española: Mezcla de dos narraciones de Raúl Varela con el gol de Fernando Torres en la EURO 2008 de Austria y Suiza ante Alemania en su final, gol que le dio el título a España y el gol de Andrés Iniesta en el Mundial 2010 de Sudáfrica ante Holanda en su final, gol que dio análogamente el título a España.
- Baloncesto: Narración de Miguel Martín Talavera de un éxito de la Selección Española de Baloncesto.
- Liga: música previa a la introducción del partido a narrar, analizando el mercado de apuestas en Marca Apuestas - LOOPS & THINGS DE JENS

## Marcador en Facebook
Desde mediados del mes de diciembre de 2008, Marcador cuenta con un grupo formado en la red social en Internet: Facebook. En él, los oyentes con cuenta en Facebook se «unen» al grupo y suben sus fotos, sus vídeos y sus comentarios. Estos últimos son leídos en el programa como opinión más.